# Teredo furcifera
Teredo furcifera är en musselart som beskrevs av von Martens 1894. Teredo furcifera ingår i släktet Teredo och familjen skeppsmaskar. Inga underarter finns listade i Catalogue of Life.